# Зверобой (роман)
«Зверобо́й, или Пе́рвая тропа́ войны́» (англ. The Deerslayer, or The First Warpath) — первая (с точки зрения внутренней хронологии цикла) книга пенталогии об истории колонизации Северной Америки американского писателя Джеймса Фенимора Купера, написана в 1841 году. Многократно экранизирована в разных странах, в том числе в СССР.

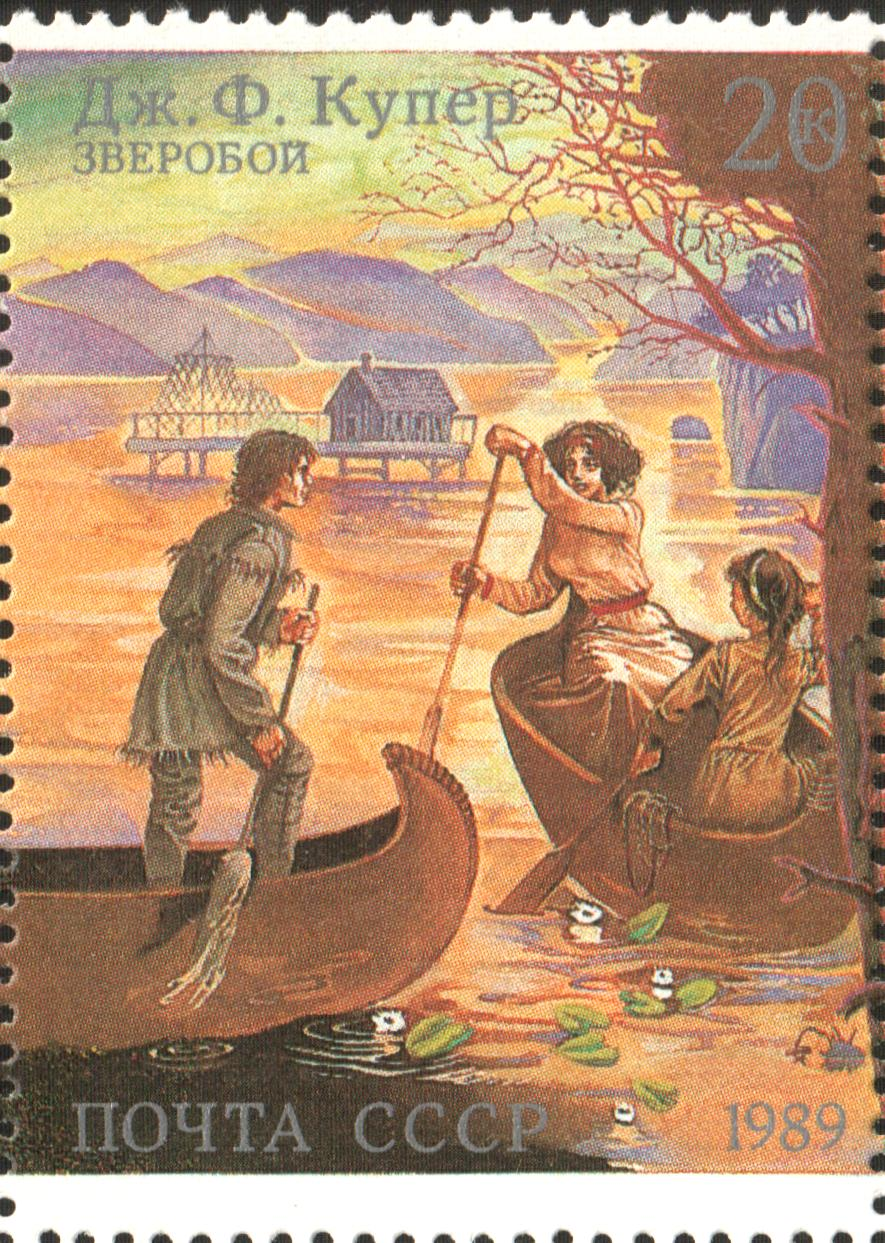
Марка почты СССР с изображением сцены из романа

## Сюжет
Действие романа происходит между 1740 и 1745 годами. Случайно встретившись, два совершенно разных человека, Гарри Марч по прозвищу Непоседа и юный охотник Натаниэль Бампо по прозвищу Зверобой, направляются к озеру под названием Мерцающее зеркало. Зверобой должен помочь своему другу могиканину Чингачгуку вырвать из рук гуронов его возлюбленную Уа-та-Уа, а Гарри безуспешно добивается сердца красавицы Джудит Хаттер, живущей на озере вместе с сестрой Хетти и пожилым приёмным отцом Томасом.
В ходе столкновений с племенем гуронов Зверобой получает новое прозвище Соколиный глаз, Чингачгук освобождает Уа-та-Уа, Хетти Хаттер погибает от шальной пули, Томас Хаттер заживо лишается скальпа, а отряд гуронов практически полностью уничтожен.

## Экранизации
- «Зверобой» / The Deerslayer — реж. Курт Найман (США, 1957)
- «Чингачгук — Большой Змей» / Chingachgook, die grosse Schlange — реж. Рихард Грошопп (ГДР, 1967)
- «Зверобой» — реж. Андрей Ростоцкий (СССР, 1990)